# António Abranches de Soveral

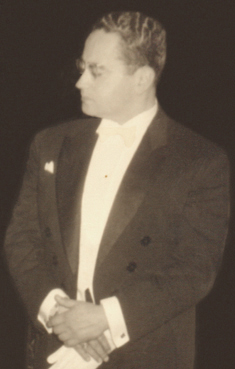
Dr. António Abranches de Soveral – foto do início da sua carreira parlamentar.

António Barbosa Abranches de Soveral (Cabanas de Viriato, 22 de Agosto de 1913 – Viseu, 5 de Outubro de 2003) foi um advogado e político português, que fez parte do grupo de deputados monárquicos que integraram a Assembleia Nacional durante o Estado Novo.

## Biografia
Licenciado em Direito pela Universidade de Coimbra (1935), António Abranches de Soveral exerceu durante mais de 60 anos a advocacia em Viseu, onde chegou a ser o decano dos causídicos deste distrito e onde foi durante muitos anos presidente da delegação distrital da Ordem dos Advogados.  Foi também presidente da Junta Distrital de Viseu (1957 - 1973), provedor da Santa Casa da Misericórdia de Viseu, membro do Conselho Municipal desta cidade, presidente da Causa Monárquica de Viseu e director do «Jornal de Viseu».
Em 1957 foi eleito a primeira vez deputado pelo círculo de Viseu (nº 18) à Assembleia Nacional, sendo sucessivamente reeleito em 1961 e 1965, cumprindo três legislaturas (VII, VIII e IX) até 1969, tento sido vogal do Conselho Superior das Colónias e integrando as Comissões parlamentares de Obras Públicas e Comunicações e do Ultramar.
O Dr. António Abranches de Soveral fez parte de um grupo de deputados monárquicos que integravam a Assembleia Nacional, ao qual também pertenciam Carlos Alberto Lopes Moreira (professor, governador civil de Viseu, reitor do Liceu de Chaves, presidente da Câmara Municipal de Chaves, etc.), Simeão Pinto de Mesquita (advogado no Porto, etc.), Américo Cortez Pinto, Manuel Nunes Fernandes (advogado, vice-presidente da Câmara de Lamego, etc.), António Jorge Ferreira (médico, presidente da Câmara de Pombal, etc.), Jerónimo Salvador Constantino Sócrates da Costa (advogado, professor, presidente da Câmara de Goa, etc.), Manuel de Sousa Rosal Júnior (oficial do Exército, professor do Instituto de Altos Estudos Militares e da Escola do Exército, presidente da Câmara de Loulé, etc.), Aires Fernandes Martins (brigadeiro, professor, vice-presidente da Câmara de Nova Lisboa, em Angola, etc.), Agostinho Gonçalves Gomes (padre, doutorado em Direito Canónico em Roma, provedor da Santa Casa da Misericórdia do Funchal) e Fernando Cid Oliveira Proença (advogado, professor, inspector dos organismos corporativos e director da FNAT, etc.). Este grupo de deputados apresentou a 9 de Abril de 1959 um projecto de lei no âmbito da revisão da Constituição de 1933, que não foi aprovado, no qual defendiam uma maior liberdade de Imprensa, a proibição de acumular empregos do Estado, a integração das colónias no território nacional, com o estatuto de províncias e iguais direitos e deveres, pugnando ainda por uma política salarial que não esquecesse as «finalidades sociais e humanas» da economia e propondo um artigo na Constituição que obrigasse o Estado a «tomar as providências necessárias e eficientes para impedir os lucros exagerados e anómalos do capital, restituindo este ao seu sentido humano e cristão».
O Dr. António Abranches de Soveral escreveu vários artigos, nomeadamente na «Revista da Ordem dos Advogados», o último dos quais em 1889, intitulado «Função Social do Advogado».
Tem em Viseu um largo com o seu nome. Foi nesta cidade senhor da quinta de Rio de Loba, também dita do Sineiro, onde viveu, e da casa do Soar, junto ao Museu Almeida Moreira, onde tinha os seus escritórios de advocacia.

## Família
Era irmão do filósofo Eduardo Abranches de Soveral e da pianista Hélia Abranches de Soveral, todos filhos do Dr. Ramiro de Soveral Soares de Albergaria (1886-1950), também advogado, provedor da Santa Casa da Misericórdia de Viseu e ensaísta, e de sua mulher D. Cristiana Maria de Abranches de Lemos e Souza de Menezes (1888-1974), filha do General Eng. Silvério de Abranches de Lemos e Menezes.
Casou em 1949 no Santuário de Fátima com D. Guilhermina Irene de Aguilar Crespo, nascia em 1923 em Torre do Terrenho, descendente dos morgados de Cedovim, com duas filhas.